# Dwergsnavelmos
Dwergsnavelmos (Rhynchostegiella curviseta) is een soort uit de dikkopmosfamilie (Brachytheciaceae). Het komt voor op steen.

## Determinatie
De scheuten zijn klein en onregelmatig vertakt, zien er soms stug uit en zijn donker tot zwartgroen. De bladeren zijn over het algemeen 0,5–1 mm lang, smal speerpuntvormig of elliptisch, ongeveer 3–5 keer langer dan breed, geleidelijk versmald. Ze hebben een enkele bladnerf van verschillende lengte. Sporenkapsels zijn 1 mm lang komen vrij vaak voor en hebben de karakteristiek gebogen, asymmetrische, maar eivormige vorm. Het huikje is snavelvormig en de seta is opgeruwd.

## Ecologie
Dwergsnavelmos groeit bij voorkeur op poreuze, vochtige steen langs beken en ook wel langs rivieren en meren. In Nederland groeit het mos meestal op baksteen, verscholen tussen grote keien in steenglooiingen vlak boven het gemiddelde waterpeil en soms op hout of op baksteenmuurtjes die met de voet in het water staan. 

### Syntaxonomie
In de syntaxonomie staat dwergsnavelmos te boek als kensoort voor de klasse van (spat)watergemeenschappen.

## Verspreiding
In Nederland is dwergsnavelmos zeer zeldzaam. Het staat op de rode lijst in de categorie 'gevoelig'. De soort heeft zich uitgebreid dankzij de toename van steenglooiingen langs de rivieren alsmede dankzij het zoet worden van het IJsselmeer na de afsluiting van de Zuiderzee. In het rivierengebied is zij verspreid gevonden, maar waarschijnlijk wordt er nauwelijks naar deze nogal verborgen levende soort gezocht. Langs het IJsselmeer is de soort plaatselijk algemeen. Opvallend is ontbreken (peildatum 2007) van opgaven uit het boventraject van de Maas.